# Kakuza Tscholoqaschwili

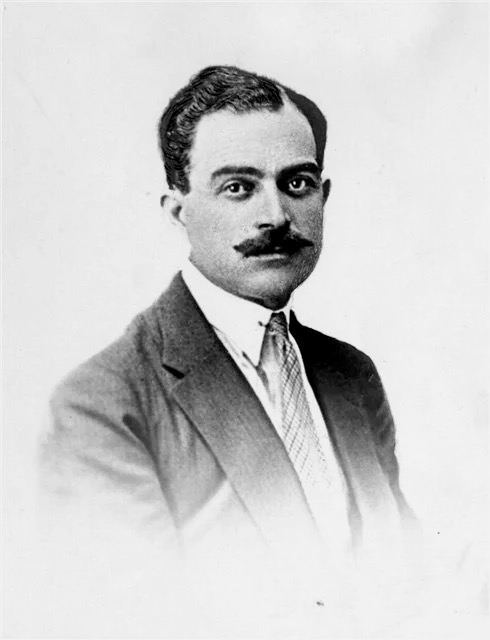
Kakuza Tscholoqaschwili

Kakuza (Kaichosro) Tscholoqaschwili (georgisch ქაქუცა (ქაიხოსრო) ჩოლოყაშვილი; * 14. Juli 1888 in Matani, Kachetien, Georgien; † 27. Juni 1930 in Leuville-sur-Orge, Frankreich) war ein georgischer Offizier. 1919 war er stellvertretender Verteidigungsminister der ersten georgischen Republik. 1922 bis 1924 führte er Partisaneneinheiten gegen die sowjetische Besetzung Georgiens. Er gilt als georgischer Nationalheld.

## Leben

### Jugend und Beruf
Er entstammte der politischen und militärischen Elite Georgiens. Sein Vater war Fürst Iosseb Tscholoqaschwili, ein Nachfahre Bidsina Tscholoqaschwilis, der 1654 den Aufstand gegen die persische Besatzung Kachetiens organisiert hatte.
Nach dem Abitur am Georgischen Gymnasium in Tiflis diente er in der russischen Armee. Er wurde Offizier im Regiment der Twer Dragoner. 1913 heiratete er Nino Megwinetuchutsesi. Nach der Heirat bewirtschaftete er zunächst seine Ländereien in Georgien.

### Offizier in zwei Armeen

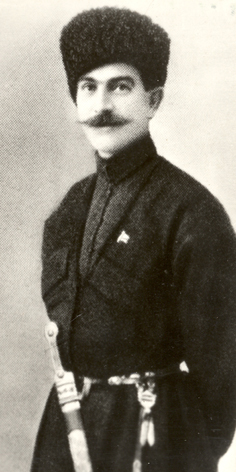
Kakuza Tscholoqaschwili

Im Ersten Weltkrieg kämpfte er an der österreichisch-ungarischen Front. Er wurde 1914 schwer verwundet und nach seiner Genesung an der kaukasischen Front als Kommandeur einer rückwärtigen Einheit eingesetzt. Während der türkischen Offensive verteidigte er die Festung Adlernest, wurde erneut schwer verwundet. 1915 wurde ihm die Leitung der Georgischen Kavallerie Legion übertragen, die unter General Nikolai Nikolajewitsch Baratow in Persien kämpfte. Ihm gelang ein erfolgreicher Durchbruch nach Mesopotamien. Dort schloss er sich 1916 den britischen Expeditionsstreitkräften an.
Nach der Unabhängigkeit Georgiens 1918 trat Tscholoqaschwili im Rang eines Obersts in die neue Armee Georgiens ein. 1919 wurde er stellvertretender Verteidigungsminister der Demokratischen Republik Georgien. Nach der Einnahme der georgischen Hauptstadt Tiflis durch die Rote Armee am 25. Februar 1921 setzte er sich mit Regierung und Nationalarmee in den westlichen Teil des Landes ab.

### Partisanenführer

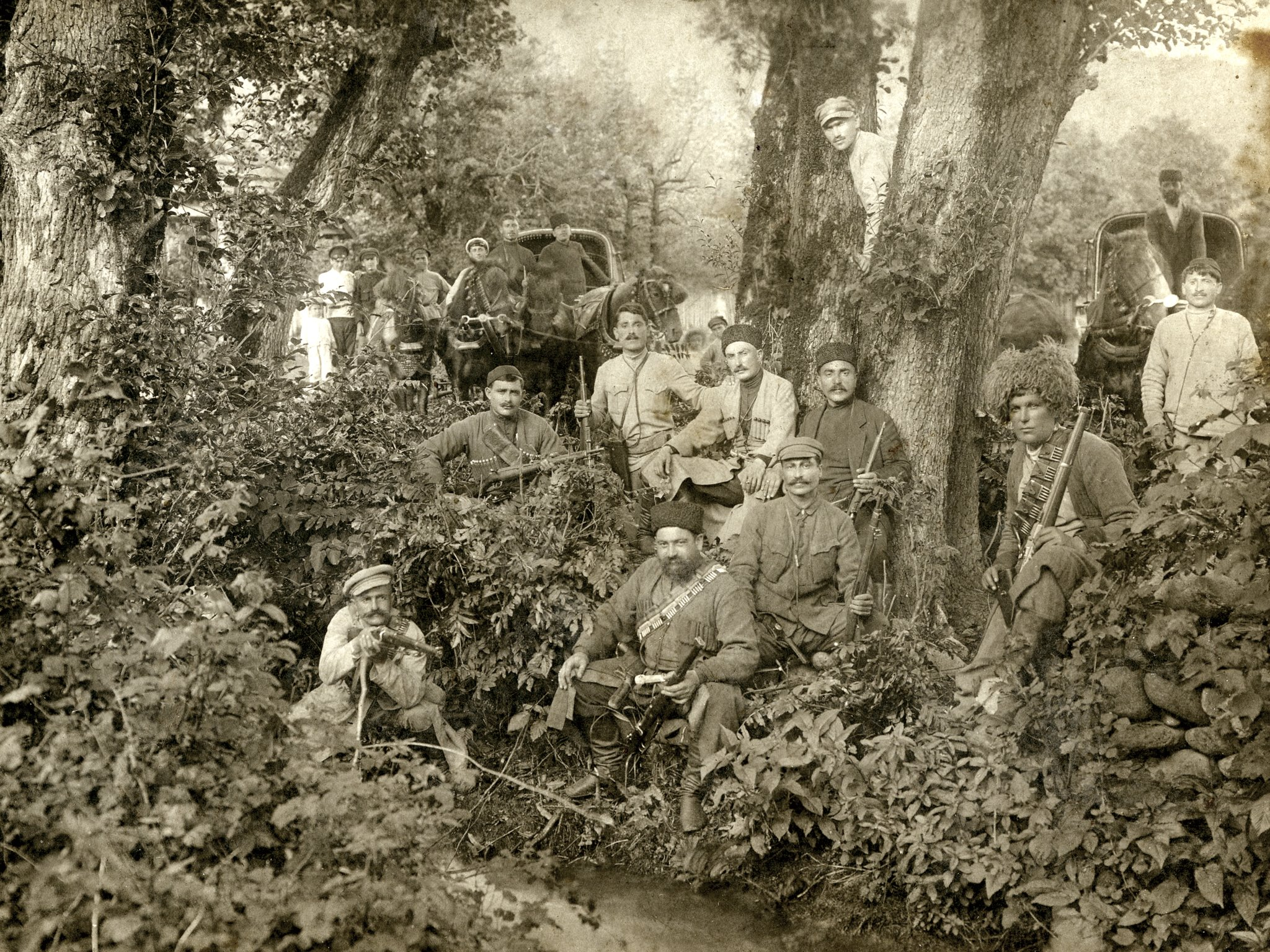
Georgische Partisanen unter dem Kommando Kakuza Tscholoqaschwilis

Während die georgische Regierung am 17. März 1921 ins Exil nach Paris ging, blieb Tscholoqaschwili im Land. Im März 1922 organisierte er eine Partisaneneinheit, die Vereidigten (georgisch შეფიცულები), die im Sommer desselben Jahres den Widerstand gegen die sowjetische Besatzung aufnahmen. Im Juni 1922 führte er nahe der Stadt Sighnaghi einen Partisanenangriff auf die Rote Armee, organisierte anschließend einen Bauernaufstand in Chewsureti, einer Gebirgsregion im Kaukasus. Der Aufstand wurde niedergeschlagen, Tscholoqaschwili floh mit seinen Truppen nach Tschetschenien. Im November 1922 kehrte er zurück und begann neue Angriffe auf die Rote Armee. Während der Kampfhandlungen wurde sein Bruder Swimon getötet. Seine Familie wurde von den Bolschewiki verhaftet, sein Schwiegervater exekutiert.
1923 nahm Tscholoqaschwili an verschiedenen Anschlägen auf bolschewistische Einrichtungen teil. 1924 beteiligte er sich am August-Aufstand in Georgien. Seine Partisaneneinheit eroberte am 29. August, einen Tag nach Beginn des Aufstandes, die Stadt Manglisi, ging dann in das ostgeorgische Gebirge, wo er die Stadt Duscheti einnahm und am 3. September die Einheiten der Roten Armee bei Swimoniant-Chewi zerschlug.

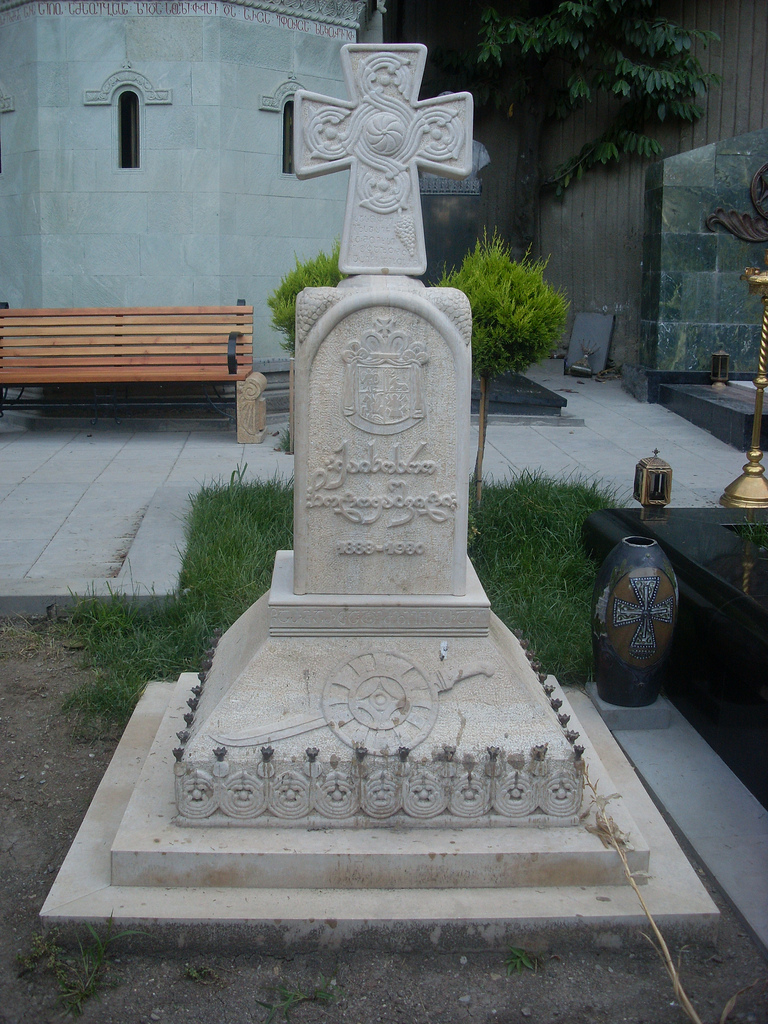
Grab im Pantheon in Tiflis

Verschiedene Versuche der Besatzungsmacht, seine Einheit unschädlich zu machen, misslangen. Mitte September schlugen die Partisanen ihr letztes Gefecht bei Chew-Grdsela in der Region Kachetien. Die Rote Armee war dort zahlenmäßig überlegen. Unter Artilleriebeschuss entkam Tscholoqaschwilis Einheit nur knapp.

### Exil in Frankreich
Nach der Niederschlagung des August-Aufstands floh er mit seinen Anhängern in die Türkei. Mit 30 Männern emigrierte er nach Frankreich, lebte am Sitz der georgischen Exilregierung bei Paris. Er sprach georgisch, russisch und französisch.

### Tod

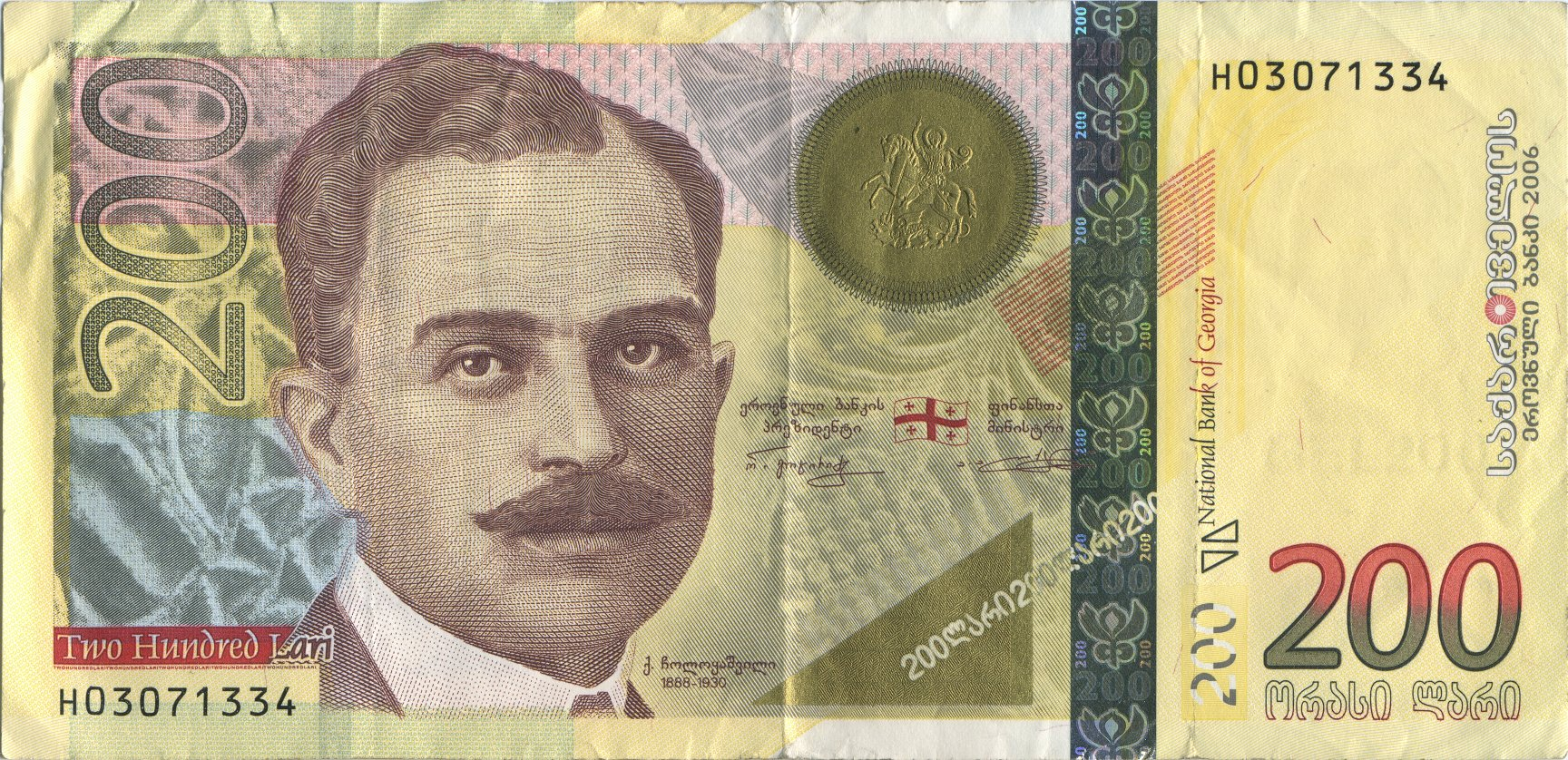
Tscholoqaschwili auf einer 200-Lari-Banknote (2007)

Kakuza Tscholoqaschwili starb 1930 in Leuville-sur-Orge an Tuberkulose. Er wurde zunächst auf dem kommunalen Friedhof in Leuville-sur-Orge begraben. Auf Initiative des georgischen Präsidenten Micheil Saakaschwili wurden seine sterblichen Überreste nach Tiflis überführt und am 21. November 2005 mit einem Staatsbegräbnis auf dem Pantheon am Berg Mtazminda beigesetzt.
Die Georgische Nationalbank gab im Jahr 2007 eine 200-Lari-Banknote mit seinem Porträt auf der Vorderseite heraus.